# 細田雅春
細田 雅春（ほそだ まさはる、1941年（昭和16年） - ）は、日本の建築家、佐藤総合計画代表取締役社長。日本建築学会副会長などを歴任。

## 経歴
東京生まれ。1965年（昭和40年）、日本大学理工学部建築学科を卒業し、当時の佐藤武夫設計事務所入社。組織系建築設計事務所である佐藤総合計画で、長く佐藤のパートナーとして活動。1998年（平成10年）に佐藤総合計画代表取締役副社長、2009年（平成21年）に代表取締役社長。

## 主な実績
- 東京国際展示場・東京ビッグサイト
- 中国広州市国際会議展覧中心

## 著書
- 建築へ02
- バリュー流動化社会